# Pargnan
Pargnan ist eine französische Gemeinde mit 66 Einwohnern (Stand: 1. Januar 2022) im Département Aisne in der Region Hauts-de-France. Sie gehört zum Arrondissement Laon und zum Kanton Villeneuve-sur-Aisne.

## Geographie
Die Gemeinde Pargnan liegt im Höhenzug Chemin des Dames, 20 Kilometer südlich von Laon. Sie wird im Süden von der Aisne begrenzt. Nachbargemeinden von Pargnan sind Cuissy-et-Geny im Norden und Osten, Maizy im Süden sowie Œuilly im Westen.

## Bevölkerungsentwicklung
| Jahr                       | 1962 | 1968 | 1975 | 1982 | 1990 | 1999 | 2006 | 2014 | 2022 |
| -------------------------- | ---- | ---- | ---- | ---- | ---- | ---- | ---- | ---- | ---- |
| Einwohner                  | 88   | 57   | 45   | 47   | 35   | 39   | 58   | 75   | 66   |
| Quellen: Cassini und INSEE |      |      |      |      |      |      |      |      |      |

## Sehenswürdigkeiten

Kirche Saint-Rémi

- Kirche Saint-Rémi
- Lavoir